# Крихалма (Брашов)
Крихалма (рум. Crihalma) насеље је у Румунији у округу Брашов у општини Комана. Oпштина се налази на надморској висини од 450 m.

## Становништво
Према подацима из 2002. године у насељу је живело 721 становника.

### Попис2002.
| Расподела становништва по националности 2002.‍ | Расподела становништва по националности 2002.‍ | Расподела становништва по националности 2002.‍ | Расподела становништва по националности 2002.‍ | Расподела становништва по националности 2002.‍ |
| --------------------------------------------- | --------------------------------------------- | --------------------------------------------- | --------------------------------------------- | --------------------------------------------- |
|                                               |                                               |                                               |                                               |                                               |
| Румуни                                        | Румуни                                        |                                               | 448                                           | 62,3%                                         |
| Мађари                                        | Мађари                                        |                                               | 7                                             | 1,0%                                          |
| Роми                                          | Роми                                          |                                               | 264                                           | 36,7%                                         |